# استان ایغدیر

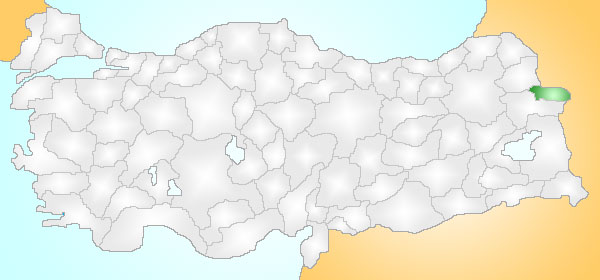
محل استان ایگدیر

استان ایگدیر، (ترکی استانبولی: Iğdır ili; ارمنی: Իգդիրի մարզ؛ کردی: Parêzgeha Îdirê؛ ترکی آذربایجانی: Iğdir rayonu)) نام یکی از استان‌های ترکیه است. که مرکز آن هم شهری است به همین نام.

## ریشه نام ایگدیر
واژه ایگدیر از نام یکی از طوایف اوغوز به نام ایغدیر اوغلو آمده‌است.

## جغرافیا
استان ایگدیر در شرق ترکیه و در امتداد رود ارس قرار گرفته و با کشورهای ایران، ارمنستان و جمهوری آذربایجان(نخجوان) و استان‌های قارص و آغری مرز مشترک دارد. در شمال غربی ایگدیر، استان قارص و در غرب و جنوب آن استان آگری قرار دارد.